# Wilhelm Mohnke
Wilhelm Mohnke (Lubecca, 15 marzo 1911 – Damp, 6 agosto 2001) è stato un generale tedesco delle Waffen-SS, fu uno degli ultimi generali rimasti fedeli a Hitler, e durante le fasi finali della battaglia di Berlino assunse il comando di un Kampfgruppe (gruppo di combattimento) nella difesa del Reichstag.

## Biografia
Mohnke nacque a Lubecca nel 1911. Suo padre, che portava lo stesso nome, era un falegname. In seguito alla morte del padre, Mohnke iniziò a lavorare in una bottega di vetro e porcellana. Entrato nel Partito nazista il 1º settembre 1931, e nelle SS due mesi più tardi, venne assegnato alla 4. SS-Standarte, dove rimase fino al gennaio del 1932, quando venne trasferito alla 22. SS-Standarte a Schwerin, la stessa unità di Kurt Meyer. Il 17 marzo venne scelto personalmente da "Sepp" Dietrich come uno dei 117 uomini che costituirono lo SS-Stabswache Berlino, il primo nucleo della futura Leibstandarte. Assunto il comando della 5. Compagnia, che guidò anche all'inizio della seconda guerra mondiale durante l'invasione della Polonia, venne decorato con la Croce di Ferro di seconda classe (21 settembre) e di prima classe (8 novembre) per l'audacia dimostrata alla testa dei suoi uomini.
Mohnke guidò la compagnia anche nelle prime fasi della campagna di Francia, fino al 28 marzo, quando assunse il comando del II battaglione, dato che il suo comandante era rimasto ferito. Fu in quel periodo che, secondo alcune ricostruzioni mai confermate, Mohnke si rese responsabile della morte di 80 prigionieri di guerra inglesi della 48. Divisione, presso Wormhoudt; tuttavia non venne mai perseguito per questa azione, nemmeno nel 1988 quando il caso venne riaperto ma subito richiuso per insufficienza di prove. Quattro anni più tardi, nel 1992, il nome di Mohnke venne nuovamente accostato a crimini di guerra: in qualità di comandante della Leibstandarte venne ritenuto in parte responsabile del massacro di Malmédy e dell'esecuzione di 35 prigionieri di guerra canadesi che avevano attaccato la 12. SS-Panzer-Division Hitlerjugend a Fontenay-le-Pesnel.
Al comando del II battaglione prese parte alla Campagna dei Balcani, nel corso della quale perse un piede in seguito ad un attacco aereo jugoslavo il 6 aprile 1941. La gravità di questa ferita lo tenne lontano dal servizio attivo fino all'inizio del 1942, quando venne incaricato di organizzare la formazione di un reggimento panzer da aggregare alla Leibstandarte: scelto come aiutante l'SS-Sturmbannführer Ralf Tiemann, iniziò a stilare una lista di uomini che dovevano essere trasferiti dalle altre unità divisionali alla nuova sezione; nonostante alcune perplessità di Dietrich il battaglione venne ufficialmente creato il 16 marzo 1942.
Mantenne tale incarico fino al 30 ottobre 1942 quando ottenne il comando del 26. Reggimento Panzergrenadier SS della divisione Hitlerjugend, composta da giovanissimi soldati provenienti esclusivamente dalla Gioventù hitleriana. Alla testa di questi giovani fanatici, Mohnke, grazie all'esperienza accumulata in anni di guerra in Unione Sovietica, mise in serie difficoltà l'avanzata Alleata nei primissimi giorni successivi allo sbarco in Normandia, venendo per questo decorato con la Croce di Cavaliere l'11 luglio 1944.
Scampato fortunatamente, con pochi uomini, alla sacca di Falaise, Mohnke fu uno dei pochi che iniziò a organizzare una resistenza, seppur minima, sulla riva occidentale della Senna, per rallentare il più possibile l'avanzata degli Alleati. Il 31 agosto, ottenne il comando della Leibstandarte, dopo che il suo comandante Theodor Wisch, era stato ferito.
Mohnke guidò la divisione nell'operazione Wacht am Rhein, l'offensiva delle Ardenne, venendo anche promosso SS-Brigadeführer il 30 gennaio 1945. Rimasto ferito in seguito a un attacco aereo, Mohnke, dopo essere stato dimesso dall'ospedale assunse il comando del Kampfgruppe Mohnke, un gruppo di combattimento di nove battaglioni, inclusi i resti della divisione Charlemagne, che doveva difendere il Reichstag.
Catturato dalle truppe sovietiche mentre, insieme con un gruppo di sopravvissuti al bunker della Cancelleria, cercava di dirigersi a ovest, rimase in totale isolamento per quattro anni, venendo infine liberato il 10 ottobre 1955. Trasferitosi a Barsbüttel, in Germania, morì nel 2001.